# Královská rodina (seriál)
Královská rodina (v anglickém originále The Royals) je americký televizní seriál, premiérově vysílaný od 15. března 2015 stanicí E!. Tvůrcem seriálu je Mark Schwahn. Seriál je prvním skritpovým seriálem stanice. Inspirací sloužil román Michelle Ray Falling for Hamlet. Stanice objednala druhou řadu seriálu dva měsíce před premiérou té první. Hlavními hvězdami seriálu jsou: Elizabeth Hurleyová, Vincent Regan, Alexandra Park, Jake Maskall, William Moseley, Merritt Pattersonová, Tom Austen, Oliver Milburn, Vincent Regan, Max Brown a Genevieve Gaunt. Čtvrtá řada měla premiéru dne 11. března 2016.

## Děj
Seriál sleduje fiktivní britskou královskou rodinu v moderním Londýně, kde se královna Helena snaží, aby reputace její rodiny byla v očích veřejnosti co nejlepší.

## Obsazení

### Hlavní role
- Vincent Regan jako král Simon Henstridge
- Elizabeth Hurleyová jako královna Helena Henstridge
- William Moseley jako princ Liam Henstridge
- Alexandra Park jako princezna Eleanor Henstridge
- Jake Maskall jako princ Cyrus Henstridge, Simonův bratr
- Tom Austen jako Jasper Frost, bodyguard Eleanor
- Oliver Milburn jako Ted Pryce: otec Ophelie, vedoucí královské ochranky (1.–2. řada)
- Merritt Pattersonová jako Ophelia Pryce (1. řada, host – 2. řada)
- Genevieve Gaunt jako Wilhelmina Moreno (2. řada – vedlejší role)
- Max Brown jako král Robert Henstridge (3. řada)

### Vedlejší role
- Victoria Ekanoye jako Rachel, Heleny asistentka (1.–3. řada)
- Lydia Rose Bewley jako princezna Penelope Henstridge, Cyrusova dcera (1.–2. řada)
- Hatty Preston (1. řada) a Jerry-Jane Pears (2. řada) jako princezna Maribel Henstridge, Cyrusova dcera
- Andrew Bicknell jako Lucius, asistent Heleny a později Cyruse (1.–2. řada)
- Poppy Corby-Tuech jako Prudence (1.–2. řada)
- Manprett Bachu jako Ashok, Liamův kamarád (1.–2. řada)
- Scott Maslen jako James Holloway, ženatý politik, Cyrusový občasný milenec (1.–2. řada)
- Simon Thomas jako Nigel Moorefield (1.–2. řada)
- Andrew Cooper jako Twysden Beckwith II. (2. řada, 1. a 3. řada – host)
- Joan Collins jako vévodkyně z Oxfordu, Heleny matka (2. řada, 1. řada – host)
- Leanne Joyce jako Imogen (2. řada, 1. řada – host)
- Tom Ainsley jako Nick Roane, spolužák Ophelie (1. řada, 2. řada – host)
- Noah Huntley jako kapitán Alistair Lacey, Heleny milenec (1. řada, 2. řada – host)
- Ukweli Roach jako Marcus, Liamův bodyguard (1. řada)
- Sophie Colquhoun jako Gemma, bývalá přítelkyně Liama (1. řada)
- Rocky Marshall jako James Hill, nový bodyguard Eleanor (2.–3. řada)
- Matthew Wolf jako Jeffrey Stewart (2. řada, 3. řada – host)
- Laila Rouass jako Rani, nová ministryně (2. řada)
- Stephanie Vogt jako Daphne Pryce (2. řada)
- Sarah Dumont jako Mandy/Samantha Cook, Elanory kamarádka z Ameriky, která má minulost s Jasperem (2. řada)
- Keeley Hazell jako Violet, služebná (2. řada)
- Ben Cura jako Holden Avery, Liamův kamarád (2. řada)
- Alex Felton jako Ivan Avery, Liamův kamarád (2. řada)
- Jules Knight jako Spencer Hoenigsberg (3. řada)
- Miley Locke jako Sara Alice Hill, dcera Jamese Hilla (3. řada)
- Christina Wolfe jako Kathryn Davis, barmanka, přítelkyně Liama, která dříve chodila s Robertem (3. řada)
- Tom Forbes jako Charles Madden, Liamův kamarád (3. řada)
- Aoife McMahon jako Veruca Popperwell, Cyrusova bývalá manželka, matka jeho dětí (3. řada)
- Toby Sandeman jako princ Sebestian Idrisi (3. řada)
- Margo Stilley jako Harper, reportérka (3. řada)

## Produkce

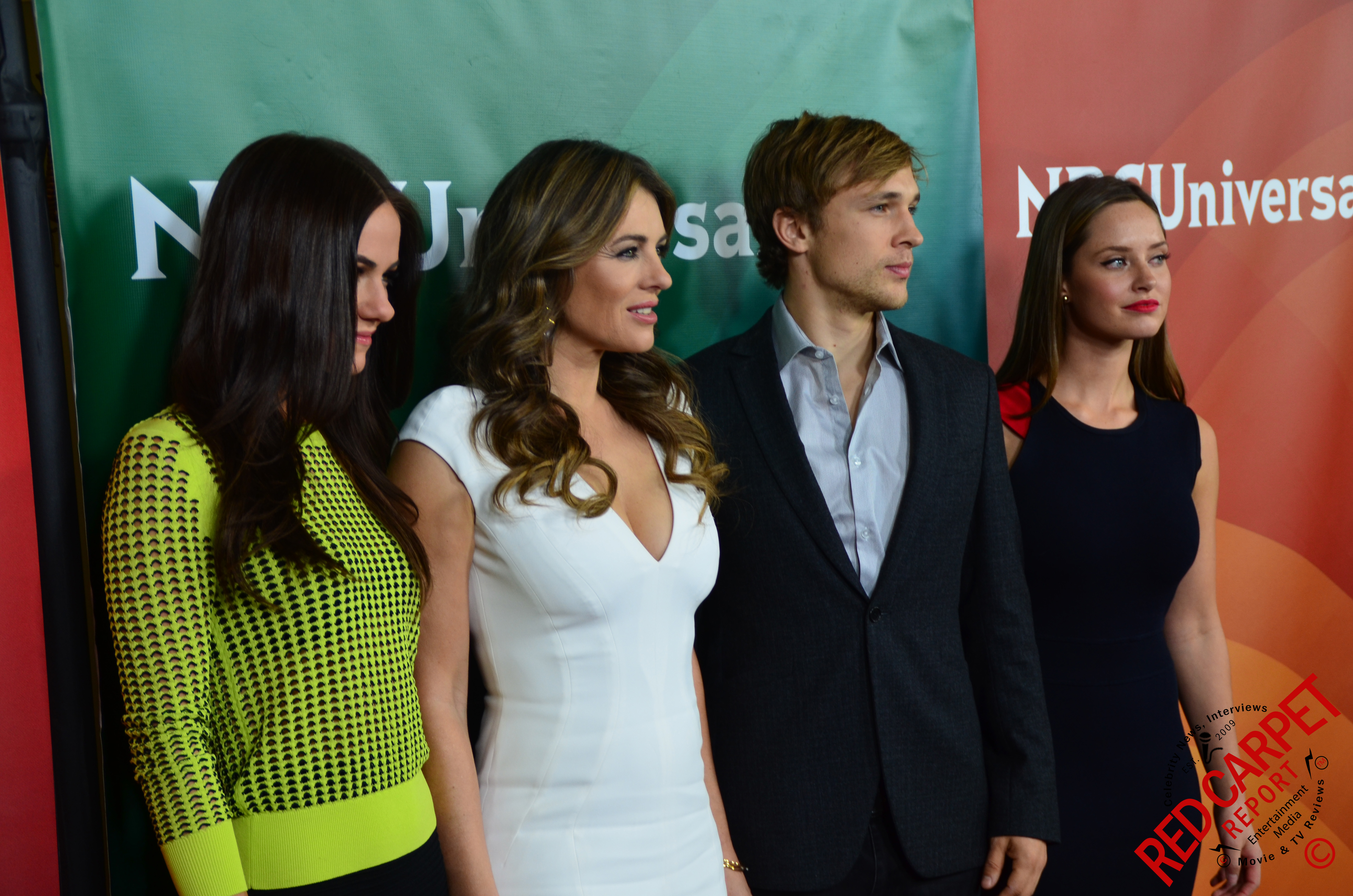
Alexandra Park, Elizabeth Hurleyová, William Moseley a Merritt Pattersonová

V dubnu 2013 stanice E! oznámila, že pracuje na několika skriptových projektech, včetně Královské rodiny. V září 2013 byla Elizabeth Hurleyová obsazena do role královny Heleny. Krátce poté byl obsazen William Moosley jako Heleny syn Liam, následoval Park jako Liamovo dvojče Elenaor a Haley Lu Richardson jako Ophelia. Seriál byl oficiálně vybrán stanicí v březnu 2014. V červenci 2014 Merritt Patterson nahradila Richardson v roli Ophelie a natáčení první série začalo v Londýně. V srpnu 2014 stanice vydala první oficiální trailer. První série se skládá z deseti epizod. V prosinci 2014 stanice oznámila, že seriál bude mít premiéru 15. března 2015. V lednu 2015 získal seriál druhou sérii, v lednu 2016 i třetí řadu. Čtvrtá řada byla potvrzena 16. února 2017.

## Seznam dílů

### 1. řada (2015)
| Číslo | Název                                       | Režie            | Scénář            | Premiéra        |
| ----- | ------------------------------------------- | ---------------- | ----------------- | --------------- |
| 1     | Stand and Unfold Yourself                   | Mark Schwahn     | Mark Schwahn      | 15. března 2015 |
| 2     | Infants of the Spring                       | Mark Schwahn     | Mark Schwahn      | 22. března 2015 |
| 3     | We are Pictures, or Mere Beasts             | Arlene Sanford   | Mark Schwahn      | 29. března 2015 |
| 4     | Sweet, Not Lasting                          | Jean de Segonzac | Johnny Richardson | 5. dubna 2015   |
| 5     | Unmask Her Beauty to the Moon               | Arlene Sanford   | Julia Cohen       | 12. dubna 2015  |
| 6     | The Slings and Arrows of Outrageous Fortune | Jean de Segonzac | Mark Schwahn      | 19. dubna 2015  |
| 7     | Your Sovereignty of Reason                  | Tom Vaughan      | Scarlett Lacey    | 26. dubna 2015  |
| 8     | The Great Man Down                          | Mark Schwahn     | Mark Schwahn      | 3. května 2015  |
| 9     | In My Heart There Was a Kind of Fighting    | Tom Vaughan      | Mark Schwahn      | 10. května 2015 |
| 10    | Our Wills and Fates Do So Contrary Run      | Mark Schwahn     | Mark Schwahn      | 17. května 2015 |

### 2. řada (2015–2016)
| Číslo | Název                                                            | Režie            | Scénář            | Premiéra           |
| ----- | ---------------------------------------------------------------- | ---------------- | ----------------- | ------------------ |
| 1     | It Is Not, nor It Cannot Come to Good                            | Mark Schwahn     | Mark Schwahn      | 15. listopadu 2015 |
| 2     | Welcome Is Fashion and Ceremony                                  | Michael Lange    | Mark Schwahn      | 22. listopadu 2015 |
| 3     | Is Not This Something More Than Fantasy?                         | Tom Vaughan      | Mark Schwahn      | 29. listopadu 2015 |
| 4     | What Has This Thing Appear'd Again Tonight?                      | Mark Schwahn     | Mark Schwahn      | 6. prosince 2015   |
| 5     | The Spirit That I Have Seen                                      | Tom Vaughan      | Julia Cohen       | 13. prosince 2015  |
| 6     | Doubt Truth to Be a Liar                                         | Tara Nicole Weyr | Johnny Richardson | 20. prosince 2015  |
| 7     | Taint Not Thy Mind, nor Let Thy Soul Contrive Against Thy Mother | James Lafferty   | Scarlett Lacey    | 27. prosince 2015  |
| 8     | Be All My Sins Remembered                                        | Mark Schwahn     | Mark Schwahn      | 3. ledna 2016      |
| 9     | And Then It Started Like a Guilty Thing                          | Les Butler       | Mark Schwahn      | 10. ledna 2016     |
| 10    | The Serpent That Did Sting Thy Father's Life                     | Mark Schwahn     | Mark Schwahn      | 17. ledna 2016     |